# Peter Cellier

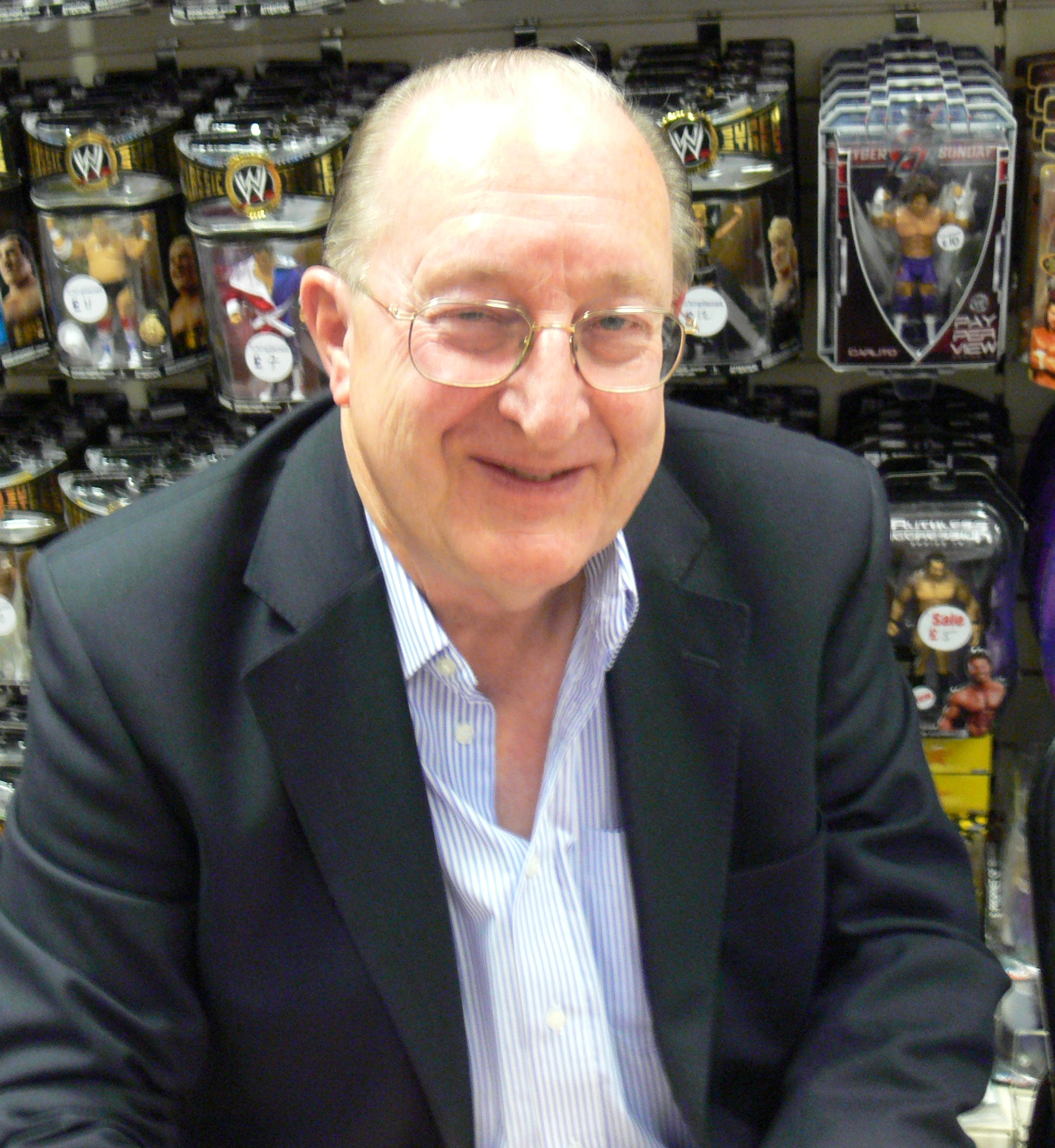
Peter Cellier (2007)

Peter F. Cellier (* 12. Juli 1928 in Hendon, Middlesex bei London) ist ein britischer Schauspieler.

## Leben und Karriere
Peter Cellier ist der Sohn des Schauspielers Frank Cellier (1884–1948), der unter anderem in Hitchcocks Die 39 Stufen auftrat. Auch seine Halbschwester Antoinette Cellier (1913–1981) war Schauspielerin. Nach seiner Schulausbildung an der renommierten Harrow School arbeitete er ab den frühen 1950er-Jahren beim Theater und hatte dort eine lange Karriere. Er spielte sehr häufig in Shakespeare-Stücken und zählte zu den Gründungsmitgliedern des Royal National Theatre.
Seit 1955 wirkte der Schauspieler an fast 150 Film- und Fernsehproduktionen mit, wobei er fast nie mit Hauptrollen betraut wurde. Meist verkörperte Cellier in Nebenrollen respektvoll wirkende Persönlichkeiten wie Aristokraten, Anwälte, Richter, Offiziere oder Bischöfe. Er spielte in insgesamt fünf Kinofilmen, die für den Oscar als Bester Film nominiert wurden: Barry Lyndon, Die Stunde des Siegers, Zimmer mit Aussicht, Wiedersehen in Howards End und Was vom Tage übrig blieb. Eine seiner wenigen größeren Kinorollen übernahm er 1983 in Schiff der Träume unter Regie von Federico Fellini. Im Fernsehen übernahm er Gastrollen in beliebten Serien wie Doctor Who, Yes Minister, Mehr Schein als Sein und Inspector Barnaby. Zuletzt trat er 2011 in der Fernsehserie The Crimson Petal and the White auf.

## Filmografie (Auswahl)

### Kino
- 1960: Die letzte Fahrt der Bismarck (Sink the Bismarck!)
- 1965: Othello
- 1966: Protest (Morgan – A Suitable Case for Treatment)
- 1972: Der junge Löwe (Young Winston)
- 1974: Luther
- 1975: Barry Lyndon
- 1975: Freitag und Robinson (Man Friday)
- 1977: Inferno 2000 (Holocaust 2000)
- 1977: Jabberwocky
- 1977: Der Prinz und der Bettler (Crossed Swords)
- 1980: Der Puma Mann (L’uomo puma)
- 1980: Breaking Glass
- 1981: Die Stunde des Siegers (Chariots of Fire)
- 1983: Fellinis Schiff der Träume (E la nave va)
- 1985: Zimmer mit Aussicht (A Room with a View)
- 1986: Clockwise – Recht so, Mr. Stimpson (Clockwise)
- 1987: Personal Service
- 1992: Wiedersehen in Howards End (Howards End)
- 1993: Picknick am Strand (Bhaji on the Beach)
- 1993: Was vom Tage übrig blieb (The Remains of the Day)
- 1994: Stanleys Drache (Stanley's Dragon)
- 1997: Mrs. Dalloway
- 2004: Der Duft von Lavendel (Ladies in Lavender)

### Fernsehen
- 1955: Fabian von Scotland Yard (Fabian of the Yard; 1 Folge)
- 1969: Callan (1 Folge)
- 1970: Randall & Hopkirk – Detektei mit Geist (Randall & Hopkirk (Deceased); 1 Folge)
- 1972–1973: Kein Pardon für Schutzengel (The Protectors; 1 Folge)
- 1973: Scotch on the Rocks (4 Folgen)
- 1973: Das Haus am Eaton Place (Upstairs, Downstairs; 1 Folge)
- 1976: Mit Schirm, Charme und Melone (The Avengers; 1 Folge)
- 1978: Die Profis (The Professionals; 1 Folge)
- 1980: Die unglaublichen Geschichten von Roald Dahl (Tales of the Unexpected; 1 Folge)
- 1982: Doctor Who (1 Folge)
- 1984: Die letzten Tage von Pompeji (The Last Days of Pompeii; 3 Folgen)
- 1986–1987: Yes Minister (4 Folgen)
- 1990–1991: Mehr Schein als Sein (Keeping Up Appearances; 3 Folgen)
- 1991: Jim Bergerac ermittelt (Bergerac; 1 Folge)
- 1991: Allein gegen den Wind (One Against the Wind, Fernsehfilm)
- 2003: Inspector Barnaby (Midsomer Murders) Fernsehserie, Staffel 6, Folge 1: Der Tod und die Lady (A Talent For Life)
- 2005/2010: Doctors (2 Folgen)
- 2007: Casualty (1 Folge)
- 2011: The Crimson Petal and the White (1 Folge)